# Tania Vicent
Tania Vicent (* 13. Januar 1976 in Laval) ist eine ehemalige kanadische Shorttrackerin. Sie startete bei vier aufeinanderfolgenden Olympischen Spielen und gewann bei jeder Teilnahme eine Medaille im Staffelwettbewerb. Bei Weltmeisterschaften war sie in Staffel- und Teamwettbewerben ebenfalls erfolgreich und gewann insgesamt 17 Medaillen, darunter einen Weltmeistertitel.
Vicent begann im Alter von zehn Jahren mit Eisschnelllaufen und Shorttrack. Sie startete für den Verein Laval Fabreville und trainierte unter Sébastien Cros und Martin Gagné am Leistungszentrum in Montreal. Sie gehörte seit 1993 zum kanadischen Nationalkader.
Ihren ersten internationalen Erfolg feierte Vicent bei den Weltmeisterschaften 1995 in Gjøvik, wo sie mit der Staffel Bronze gewann. Im gleichen Jahr erreichte sie ebenfalls Bronze bei den Teamweltmeisterschaften in Zoetermeer. In der Saison 1997/98 debütierte Vicent im Weltcup. Sie qualifizierte sich für die Olympischen Spiele in Nagano. Über 500 m und 1000 m schied sie frühzeitig aus, mit der Staffel gewann sie jedoch mit Bronze ihre erste olympische Medaille. Bis zu ihrer zweiten Teilnahme bei den Olympischen Spielen 2002 in Salt Lake City gewann Vicent fünf weitere WM-Medaillen in Staffel- und Teamwettbewerben, vier in Bronze, eine in Silber. Bei Olympia startete Vicent diesmal nur im Staffelwettbewerb, wo sie erneut Bronze mit der Staffel gewann.
Ihren ersten und einzigen Titelgewinn bei internationalen Meisterschaften erreichte Vicent bei den Weltmeisterschaften 2005 in Peking. Sie gewann mit der Staffel die Goldmedaille. Im Jahr 2006 nahm sie in Turin zum dritten Mal an den Olympischen Spielen teil. Über 1000 m erreichte sie das Finale und wurde Vierte, mit der Staffel gewann sie die Silbermedaille.
Insgesamt gewann Vicent bis zu ihrem Rücktritt 17 Medaillen bei Weltmeisterschaften, davon neun mit dem kanadischen Team und acht mit der Staffel. Ihr bestes WM-Ergebnis in einem Einzelrennen war Rang fünf im Mehrkampf bei den Weltmeisterschaften 2001 in Jeonju. Über 1500 m wurde sie zudem Vierte.
Sie nahm in Vancouver zum vierten Mal an den Olympischen Spielen teil. Über 1000 m erreichte sie das Viertelfinale, über 1500 m das Halbfinale und mit der Staffel gewann sie abermals Silber und damit auch im vierten Anlauf eine Medaille. Nach den Spielen beendete Vicent ihre aktive Karriere.